# Pierre Barbay

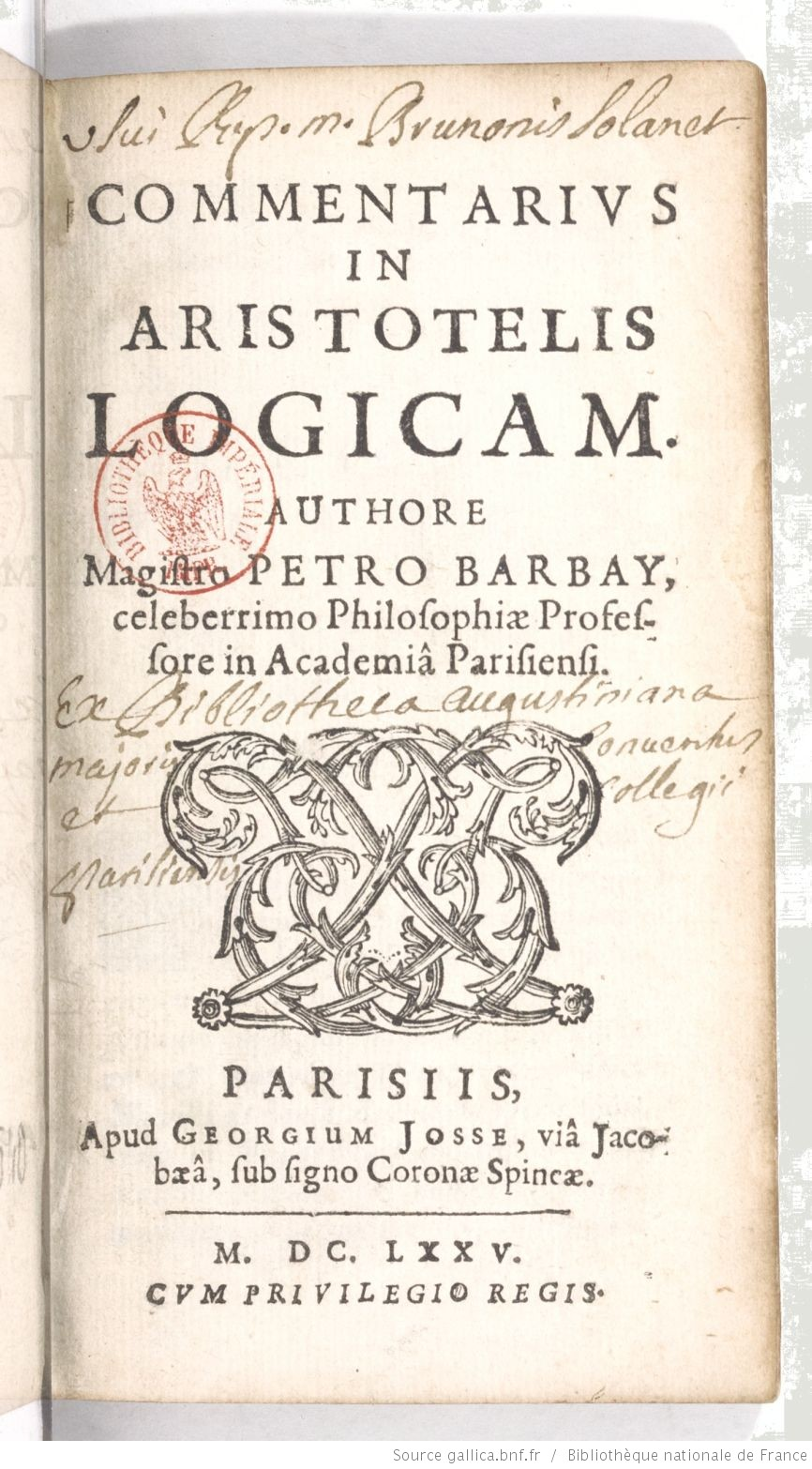
Page de titre du Commentarius in Aristotelis Logicam, de Pierre Barbay.

Pierre Barbay ou Barbey, en latin Petrus Barbaieus ou Barbaus, né à Abbeville et mort le 2 septembre 1664, est un Jésuite et philosophe français.

## Biographie
Il enseigne la philosophie au collège de Beauvais pendant une quinzaine d'années.

## Enseignement

Jeu de cartes naturaliste

Ses manuels sont édités par ses élèves à titre posthume. Ils forment un cours complet de philosophie aristotélicienne. Poursuivant les débats médiévaux, ils n'accordent aucune place au cartésianisme naissant.
Une particularité de son enseignement est cependant d'introduire régulièrement les opinions des « athées ». Son souci est en effet d'établir la philosophie sur les seuls principes de la philosophie naturelle.

## Œuvres
- In universam Aristotelis philosophiam introductio, Paris, 1675.
- Commentarius in Aristotelis Logicam (1675), Whitefish (Montana), Kessinger Publishing, 2010.

## Sources
- Laurence Brockliss, French higher education in the seventh and Eighteenth Centuries: a cultural history, Oxford, 1987.
- Marie-Madeleine Compère, Les collèges français XVI-XVIIIe siècle. III. répertoire, Paris, 2002, p. 94-105.
- Dictionnaire des philosophes français du XVIIe siècle, Paris, Honoré Champion, 2015, article "Pierre Barbey".
- « Barbay, Pierre », sur scholasticon.ish-lyon.cnrs.fr (consulté le 28 mars 2016).

- Notices d'autorité :   - VIAF
  - ISNI
  - BnF (données)
  - IdRef
  - LCCN
  - Italie
  - Pologne
  - Israël
  - NUKAT
  - Vatican
  - WorldCat